# Partridge Family 2200 A.D.
Partridge Family 2200 A.D. (br: Família Dó-Ré-Mi) é um desenho animado estadunidense criado e produzido pela Hanna-Barbera Productions numa versão futurista dos personagens que apareceram pela primeira vez na série de televisão The Partridge Family (no Brasil, Família Dó-Ré-Mi). A série original foi exibida de 7 de setembro de 1974 a 8 de março de 1975, com dezesseis episódios de 30 minutos cada. Em 1977, a série foi renomeada para The Partridge Family in Outer Space como parte do programa de Fred Flintstone and Friends.
A primeira ideia para a série foi uma atualização do clássico The Jetsons, com Elroy sendo mostrado como um adolescente e Judy trabalhando como repórter. A CBS recusou isso e decidiu por adaptar os personagens da série The Partridge Family, com a família ambientada no futuro. Na série apareceram os novos personagens Veenie (amigo venusiano de Keith) e Marion (amiga marciana de Laurie). Danny tinha um cão-robô chamado Orbit. 

## Personagens
- Shirley Partridge
- Laurie Partridge
- Danny Partridge
- Tracy Partridge
- Chris Partridge
- Keith Partridge
- Reuben Kinkaid, o agente da família
- Orbit
- Veenie
- Marion

## Episódios[1]
PF-1. Danny, The Invisible Man
PF-2. If This is Texas - It Must Be Doomsday
PF-3. The Incredible Shrinking Keith
PF-4. Cousin Sunspot
PF-5. The Wax Museum
PF-6. The Dog Catcher
PF-7. Cupcake Caper
PF-8. Laurie's Computer Date
PF-9. Movie Madness
PF-10. The Pink Letter
PF-11. Orbit the Genius
PF-12. The Switch
PF-13. My Son, The Spaceball Star
PF-14. Car Trouble
PF-15. The Roobits
PF-16. Let's All Stick Together

## Dubladores
| Personagens       | Nos Estados Unidos             | No Brasil                               |
| ----------------- | ------------------------------ | --------------------------------------- |
| Shirley Partridge | Joan Gerber                    | Sônia Ferreira                          |
| Keith Partridge   | Chuck McClendon                | Celso Vasconcelos                       |
| Danny Partridge   | Danny Bonnaduce                | Nair Amorim                             |
| Laurie Partridge  | Susan Dey e Sherry Alberoni    | Ruth Schelske                           |
| Tracy Partridge   | Suzanne Crough                 | Juracyara Diacovo                       |
| Chris Partridge   | Brian Foster                   | Ary Coslov                              |
| Reuben Kincaid    | Dave Madden e John Stephenson  | Pádua Moreira                           |
| Orbit             | efeitos vocais de Frank Welker | efeitos vocais de Frank Welker mantidos |
| Veenie            | Frank Welker                   | Mário Monjardim                         |
| Marion            | Julie McWhirter-Dees           | Selma Lopes                             |